# Labo (Philippines)
Labo est une municipalité de la province de Camarines Norte, aux Philippines.